# Groupe aérien européen
Le Groupe aérien européen (GAE) est une organisation de défense aérienne unique et indépendante, formée par les forces aériennes de sept pays membres (Belgique, France, Allemagne, Italie, Pays-Bas, Espagne et Royaume-Uni). Le GAE se concentre sur l’amélioration de l’interopérabilité entre les forces aériennes du GAE et des pays partenaires. Pour ce faire, le GAE conduit des projets et des études afin d’offrir des solutions tangibles aux problèmes d’interopérabilité et, par conséquent, améliore l’emploi des capacités des forces aériennes,,,.

## Historique
Les origines du GAE remontent à la guerre du Golfe de 1991, au cours de laquelle la Royal Air Force (RAF) du Royaume-Uni et l'Armée de l'air française ont travaillé en étroite collaboration sur une série d’opérations. Par la suite, les deux armées de l’air ont collaboré de nouveau, cette fois-ci dans le cadre de missions de soutien aux forces engagées sous un mandat des Nations unies en ex-Yougoslavie et d’opérations au-dessus de la Bosnie-Herzégovine.
À la suite de ces expériences, la France et le Royaume-Uni se sont rendu compte que pour améliorer leur niveau d’interopérabilité, il fallait créer une nouvelle organisation qui leur donnerait une orientation et un élan. Par conséquent, l’intention de former le Groupe aérien franco-britannique européen (GAFBE) fut annoncée au sommet de Chartres en 1994 et le GAFBE fut officiellement inauguré lors d’une cérémonie conjointe entre le président français Jacques Chirac et le premier ministre britannique John Major le 30 octobre 1995. Dès le début, le mot « européen » fut inclus dans le titre de l’organisation, afin de permettre à d’autres nations de se joindre à l’initiative.
À mesure que la GAFBE évoluait, il fut décidé que d’autres pays seraient invités à devenir des membres « correspondants », ce qui devint le catalyseur d’un accord plus pérenne. L’Italie fut la première nation à présenter une demande d’adhésion, bientôt suivie d’autres, et le 1er janvier 1998, le nom du GAFBE fut changé pour « Groupe aérien européen » (GAE). Le 16 juin 1998, l'Italie devient membre à part entière du GAE. Peu après, le nouveau bâtiment du quartier général fut officiellement inauguré à RAF High Wycombe en juin 1998 par le secrétaire d’État britannique à la Défense, George Robertson, qui devint l’année suivante en 1999 secrétaire général de l’OTAN.
Le nouveau GAE fut officiellement approuvé par les ministres de la France et du Royaume-Uni, Alain Richard et George Robertson, qui ont signé conjointement l’accord intergouvernemental le 6 juillet 1998. Cette date marque le point de départ officiel du GAE, qui s’est rapidement étendu dans le cadre d’un protocole de modification signé le 16 juin 1999 pour permettre l’adhésion de nouveaux membres et atteindre sa composition actuelle de sept nations membres : la Belgique, la France, l’Allemagne, l’Italie, les Pays-Bas, l’Espagne et le Royaume-Uni.

## Organisation
Le Groupe aérien européen (GAE) est dirigé par le Groupe de pilotage de l’EAG (GP, en langue anglaise « Steering Group » SG), composé des chefs d’état-major des armées de l’air de chacune des sept nations membres. Ils se réunissent une fois par an pour fournir une orientation de haut niveau sur toutes les questions des domaines traités par le GAE.
Un état-major permanent de 30 personnes (24 officiers et 6 sous-officiers) est établi sur la base aérienne de la RAF à High Wycombe, au Royaume-Uni. Ils sont responsables de l’exécution et de la coordination des activités du GAE dans la poursuite des objectifs de l’organisation.
Le GAE est dirigé par le Directeur GAE (DGAE). Il est le Chef d'état-major de l'armée de l'air de l’une des nations membres du GAE. Comme il siège normalement dans son état-major national, l’état-major permanent du GAE opère sous la direction du Directeur adjoint du GAE (DDGAE), un officier général de brigade aérienne choisi dans l’une des sept armées de l’air des nations membres du GAE (1-étoile selon la normalisation OTAN). Le DDGAE est nommé au poste permanent du plus haut niveau à l’état-major du GAE sur le site de High Wycombe.
L’état-major permanent du GAE est conduit par le chef d’état-major (CEM) du GAE, un colonel choisi dans l’une des sept armées de l’air des nations membres du GAE. Il soutient le DDGAE dans la transcription des politiques, directives et initiatives en projets, tâches et activités détaillés pour le personnel du GAE,.

## Nations membres
Royaume-Uni (1995) 
 France (1995) 
 Italie (2000)
 Pays-Bas (2001)
 Allemagne (2001)
 Espagne (2002)
 Belgique (2004)

### Nations partenaires
Norvège
 Suède

### Nations associées
Canada
 États-Unis
 Pologne
 Australie